# Yvette Amice
Pour les articles homonymes, voir Amice.
Yvette Amice, née le 4 juin 1936 et morte le 4 juillet 1993 à Praz Coutant, commune de Passy, est une mathématicienne française dont les travaux portent sur l'analyse p-adique et la théorie des nombres.

## Biographie
Amice a perdu tôt son père. Elle a été une étudiante brillante et a étudié les mathématiques à partir de 1956 à l'École normale supérieure de jeunes filles (ENSJF) à Sèvres, et a passé l'agrégation en 1959. Après cela, elle a été professeur assistant à la faculté des sciences de Paris, puis maître de conférences à l'université de Tours puis à l'université de Poitiers (1964-1965). En 1963, elle a obtenu son doctorat sous la direction de Charles Pisot (interpolation p-adique). Le thème de l'« interpolation p-adique » a fait le sujet de son Cours Peccot au Collège de France en 1966. En 1966, elle a été professeur à l'université de Bordeaux, en 1968 professeur à l'université de Poitiers nouvellement fondée et en 1970 à l'université Paris-Diderot. Dans les années 1970, elle a dirigé le département de mathématiques de l'ENSJF à Sèvres à la suite de Pierre Samuel. Dans le même temps, elle a occupé des postes de direction à l'université Paris-Diderot : 1975-1978, elle a dirigé le département de mathématiques, de 1978 à 1981, elle a été vice-présidente.
Amice a commencé ses recherches dans l'analyse p-adique à une époque où le domaine suscitait un intérêt nouveau (fonctions L p-adiques de Heinrich-Wolfgang Leopoldt et Tomio Kubota (en), preuve de la rationalité de la fonction zêta selon les conjectures de Weil par Bernard Dwork par des méthodes p-adiques, la publication du livre Corps Locaux de Jean-Pierre Serre, 1962). Elle s'est appuyée notamment sur les travaux de Kurt Mahler (1958) dans ses recherches sur l'interpolation p-adique. Elle a fondé une école française pour l'analyse p-adique, résumant ses résultats dans un livre en 1975.
Avec Philippe Robba (de), elle a animé à partir de 1973 un séminaire privé sur l'analyse p-adique (Groupe de travail d'analyse ultramétrique) à l'Institut Henri-Poincaré.
En 1975, elle a été présidente de la Société mathématique de France (SMF). Elle a, entre autres, participé à la création du Centre international de rencontres mathématiques à Luminy, Marseille (avec Georges Poitou).
Parmi ses élèves, on trouve Daniel Barsky (de) et Jean Fresnel (de).

## Distinctions et hommages
- Elle reçoit la Médaille Albert Châtelet 1963 pour ses travaux sur l'analyse p-adique[2].

- Chevalier de la Légion d'honneur (1991)

- Un colloque a eu lieu à sa mémoire les 28 et 29 mars 1994, à Paris[3].